# Borda de Senllí
La Borda de Senllí, o Borda Senllí, és una borda del terme municipal de Conca de Dalt, dins de l'antic terme d'Hortoneda de la Conca, pertanyent a l'antiga caseria dels Masos de la Coma, al límit nord-est del municipi.
És una de les bordes dels Masos de la Coma, a la Coma d'Orient. És. juntament amb la Borda de Maladent, una de les dues que ocupen el centre de la Coma d'Orient. Té, igual que la seva borda veïna, pallissa annexa. Al seu nord-est hi havia la Borda del Gorret. A occident d'aquesta borda hi ha la Borda d'Aubarell i la del Músic, desapareguda, a migdia, la d'Isabel, i a orient, les del Querolar i de Savoia, actualment desaparegudes.